# Bullet (Grenadinen)
Bullet (dt.: „Gewehrkugel“) ist eine winzige Insel der Grenadinen und Teil des Staates St. Vincent und die Grenadinen.

## Geographie
Bullet gehört zu den Grenadinen, einer Inselgruppe der Kleinen Antillen, verwaltungstechnisch gehört sie zum Parish Grenadines. Die Felseninsel liegt vor der Nordküste von Bettowia im Osten der Inselgruppe. Sie besteht aus Vulkangestein.